# Torstein Stenersen
Torstein Stenersen, född 16 oktober 1988 i Tromsø i Norge, är en svensk skidskytt som debuterade i världscupen i januari 2015. Hans första pallplats i världscupen kom när han ingick i det svenska lag som vann stafetten den 16 december 2018 i Hochfilzen i Österrike.
Under sommaren 2014 bytte Stenersen från norskt till svenskt pass efter att ha bott i Sverige sedan 2006.

## Resultat

### Världscupen

#### Pallplatser i lag
I lag har Stenersen en pallplatser i världscupen: en seger.
| Säsong  | Datum            | Plats      | Disciplin | Placering | Lagkamrat(er)                     |
| ------- | ---------------- | ---------- | --------- | --------- | --------------------------------- |
| 2018/19 | 16 december 2018 | Hochfilzen | Stafett   | 1:a       | Femling / Ponsiluoma / Samuelsson |